# Matthias Riebenbauer
Matthias Riebenbauer (* 17. März 1993 in Wien) ist ein österreichischer Radrennfahrer.
2008 wurde Matthias Riebenbauer österreichischer Jugendmeister im Omnium. 2013 errang er den nationalen Meistertitel bei der Elite im 1000-Meter-Zeitfahren; im Zweier-Mannschaftsfahren  (mit Christoph Imrek) und in der Einerverfolgung belegte er jeweils Rang drei.
Matthias Riebenbauer ist ein Neffe des ehemaligen Radprofis Werner Riebenbauer.